# Данієль Гуїса
Данієль Гуїса (ісп. Daniel Güiza, нар. 17 серпня 1980, Херес-де-ла-Фронтера) — іспанський футболіст, нападник.
Насамперед відомий виступами за низку іспанських клубів, турецький «Фенербахче», а також національну збірну Іспанії. У складі збірної — чемпіон Європи.

## Клубна кар'єра
У дорослому футболі дебютував 1998 року виступами за команду клубу «Херес», в якій провів один сезон, не взявши, втім, участі у матчах чемпіонату.
Згодом з 1999 по 2008 рік грав у складі команд клубів «Мальорка», «Дос Ерманас», «Рекреатіво», «Барселона Б», «Сьюдад де Мурсія», «Хетафе» та «Мальорка».
Своєю грою за останню команду привернув увагу представників тренерського штабу клубу «Фенербахче», до складу якого приєднався 2008 року. Відіграв за стамбульську команду наступні три сезони своєї ігрової кар'єри. Більшість часу, проведеного у складі «Фенербахче», був основним гравцем атакувальної ланки команди. У складі «Фенербахче» був одним з головних бомбардирів команди, маючи середню результативність на рівні 0,37 голу за гру першості.
До складу клубу «Хетафе» приєднався 20 серпня 2011 року. За сезон встиг відіграти за клуб з Хетафе 32 матчі в Ла Лізі, після чого був відданий в оренду в малайзійський клуб «Дарул Такзім».
Протягом 2013—2015 років захищав кольори парагвайського клубу «Серро Портеньйо», з яким у 2013 році виграв Клаусуру.
В серпні 2015 року повернувся на батьківщину, ставши гравцем «Кадіса». Відтоді встиг відіграти за кадіський клуб 21 матч в Сегунді Б.

## Виступи за збірну
2007 року дебютував в офіційних матчах у складі національної збірної Іспанії.
У складі збірної був учасником чемпіонату Європи 2008 року в Австрії та Швейцарії, здобувши того року титул континентального чемпіона. На турнірі зіграв у 4 матчах, в тому числі і в переможному фінальному матчі проти німців. Наступного року грав на Кубку конфедерацій 2009 року у ПАР, на якому команда здобула бронзові нагороди, а Гуїса зіграв у 2 матчах.
Всього провів у формі головної команди країни 21 матч, забивши 6 голів.
| Дата     | Місто                       | Господарі          | Результат             | Гості                | Турнір                  | Голи | Примітки |
| -------- | --------------------------- | ------------------ | --------------------- | -------------------- | ----------------------- | ---- | -------- |
| 21/11/07 | Лас-Пальмас-де-Ґран-Канарія | Іспанія            | 1 – 0                 | Північна Ірландія    | Відбір до ЧЄ            | -    |          |
| 06/02/08 | Малага                      | Іспанія            | 1 – 0                 | Франція              | товариський матч        | -    |          |
| 31/05/08 | Уельва                      | Іспанія            | 2 – 1                 | Перу                 | товариський матч        | -    |          |
| 04/06/08 | Сантандер                   | Іспанія            | 1 – 0                 | США                  | товариський матч        | -    |          |
| 18/06/08 | Зальцбург                   | Греція             | 1 – 2                 | Іспанія              | ЧЄ 2008 - груповий етап | 1    |          |
| 22/06/08 | Відень                      | Іспанія            | 0 – 0 д.ч. (4-2 п.п.) | Італія               | ЧЄ 2008 - чвертьфінал   | -    |          |
| 26/06/08 | Відень                      | Росія              | 0 – 3                 | Іспанія              | ЧЄ 2008 - півфінал      | 1    |          |
| 29/06/08 | Відень                      | Німеччина          | 0 – 1                 | Іспанія              | ЧЄ 2008 - Фінал         | -    |          |
| 20/08/08 | Копенгаген                  | Данія              | 0 – 3                 | Іспанія              | товариський матч        | -    |          |
| 06/09/08 | Мурсія                      | Іспанія            | 1 – 0                 | Боснія і Герцеговина | Відбір до ЧС 2010       | -    |          |
| 10/09/08 | Альбасете                   | Іспанія            | 4 – 0                 | Вірменія             | Відбір до ЧС 2010       | -    |          |
| 15/10/08 | Брюссель                    | Бельгія            | 1 – 2                 | Іспанія              | Відбір до ЧС 2010       | -    |          |
| 11/02/09 | Севілья                     | Іспанія            | 2 – 0                 | Англія               | товариський матч        | -    |          |
| 01/04/09 | Стамбул                     | Туреччина          | 1 – 2                 | Іспанія              | Відбір до ЧС 2010       | -    |          |
| 09/06/09 | Баку                        | Азербайджан        | 0 – 6                 | Іспанія              | товариський матч        | 1    |          |
| 17/06/09 | Блумфонтейн                 | Ірак               | 0 – 1                 | Іспанія              | Кубок Конфедерацій      | -    |          |
| 28/06/09 | Рустенбург                  | ПАР                | 2 – 3                 | Іспанія              | Кубок Конфедерацій      | 2    |          |
| 12/08/09 | Скоп'є                      | Північна Македонія | 2 – 3                 | Іспанія              | товариський матч        | -    |          |
| 09/09/09 | Меріда                      | Іспанія            | 3 – 0                 | Естонія              | Відбір до ЧС 2010       | -    |          |
| 18/11/09 | Відень                      | Австрія            | 1 – 5                 | Іспанія              | товариський матч        | 1    |          |
| 03/03/09 | Сен-Дені                    | Франція            | 0 – 2                 | Іспанія              | товариський матч        | -    |          |
| Усього   |                             | Матчів             | 21                    |                      | Голів                   | 6    |          |

## Титули і досягнення

### Командні
- Чемпіон Туреччини (1):

«Фенербахче»: 2010-11
- Володар Суперкубка Туреччини (1):

«Фенербахче»: 2009
- Чемпіон Парагваю (1):

«Серро Портеньйо»: Клаусура 2013
- Чемпіон Європи (1):

2008

### Особисті
Трофей Пічічі: 2007/2008
Трофей Зарра: 2007/2008